# موتوكي تاكاغي
موتوكي تاكاغي (高城元気 تاكاغي موتوكي) هو ممثل ياباني ولد في 4 أكتوبر 1980 في محافظة كاناغاوا.

## أدواره في الأنمي

### مسلسلات أنمي تلفزيونية
- كلايمور - راكي
- إينوياشا - ميروكو (أيام الطفولة)
- لافليس - ميدوري أراي
- بيرسونا ترينيتي سول - سوتارو سينو
- ماوارو بنغويندرام - سويا
- نحو تيرا - جونا ماتسكا
- زومبي-لون - زين إينوباشيري
- معرض الفن المزيف - هاروو كيكوشيما

### أوفا أنمي
- سوبرنتشرل ذي أنيميشن - زميل تشارلي

### أنمي الإنترنت
- هيتاليا World Series - هونغ كونغ

## أدواره في ألعاب الفيديو
- تيلز أوف ذا تمبست - كايوس كولز
- تيلز أوف فرسس - كايوس كولز

## وصلات خارجية
- موتوكي تاكاغي على موقع IMDb (الإنجليزية)
- موتوكي تاكاغي على موقع ميوزك برينز (الإنجليزية)
- موتوكي تاكاغي على موقع كينوبويسك (الروسية)
- موتوكي تاكاغي على موقع ANN person (الإنجليزية)